# Kōki Morita
Kōki Morita (森田 晃樹?, Morita Kōki; Toshima, 8 agosto 2000) è un calciatore giapponese, centrocampista del Tokyo Verdy, di cui è capitano.

## Caratteristiche tecniche
Di piede destro, è un centrocampista duttile, capace di ricoprire diversi ruoli nel reparto, potendo giocare come mediano, centrale o trequartista.

## Carriera
Morita è cresciuto nel settore giovanile del Tokyo Verdy, con cui ha debuttato il 22 agosto 2018 nell’incontro di 4º turno di Coppa dell'Imperatore perso 1-0 contro gli Urawa Reds, entrando all’84º minuto di gioco sostituendo Shion Inoue.
Quasi un anno dopo, il 24 agosto 2019, sigla la sua prima rete come calciatore professionista, nella sfida di J2 League vinta 2-1 in casa del Mito HollyHock. Il 12 ottobre seguente, nel 36º turno di campionato, realizza la sua prima doppietta sconfiggendo l’FC Ryūkyū per 5-1.
Viene nominato capitano della squadra dalla stagione 2023, annata in cui con il Tokyo Verdy vince i play-off di J2 League, eliminando sia il JEF United, sia lo Shimizu S-Pulse,  e ritornando a competere nella massima serie giapponese dopo 15 anni di assenza.